# Кендал грин (Флорида)
Кендал грин (енгл. Kendall Green) је градска четврт Помпано Бича и бивше пописом одређено насељено место у америчкој савезној држави Флорида.

## Демографија
По попису из 2000. године број становника је 3.084.
| Група             | 2000.         | 2010.    |
| Белци             | 883 (28,6%)   | 0 (0,0%) |
| Афроамериканци    | 1.273 (41,3%) | 0 (0,0%) |
| Азијати           | 32 (1,0%)     | 0 (0,0%) |
| Хиспаноамериканци | 494 (16,0%)   | 0 (0,0%) |
| Укупно            | 3.084         | 0        |